# Sese Hiroto
Hiroto Sese (sinh ngày 20 tháng 8 năm 1999) là một cầu thủ bóng đá người Nhật Bản.

## Sự nghiệp câu lạc bộ
Hiroto Sese đã từng chơi cho Gainare Tottori.